# 馬其頓希臘禮天主教斯特魯米察-斯科普里教區
馬其頓希臘禮天主教斯特魯米察-斯科普里教區是北马其顿的一個馬其頓希臘禮天主教教區，直屬聖座。這個教區是馬其頓希臘禮天主教會管轄唯一的個別教會。
教区涵盖北馬其頓共和國全境，教座位於斯特魯米察。2016年有教友11,374人、八個堂區、十六名司鐸。現任教區主教為濟利祿·斯托揚諾夫。
教區前身為馬其頓宗座代牧區，成立於2001年1月11日。2018年3月31日升格並易名。